# 仲木隆司
仲木隆司（1936年10月24日—）是日本的男性聲優、演員。東京府（現東京都）出身。所屬81 Produce。血型是B型。本名是中本文夫（なかもと ふみお）。 

## 演出作品

### 電視劇
- 吊頸（1980年，朝日放送）
- 女人誕生（1988年）
- 華之嵐（1988年，東海電視台） - 平山

### 電視動畫
1968年
- 巨人之星

1969年
- 佐武與市捕物控（善助）

1972年
- 科學忍者隊（醫生、總統）
- 木偶奇遇記（卡洛、英可、人偶）

1973年
- 再造人卡辛（阿克朋）

1975年
- 救難小英雄（懷亞特・厄普、電腦）

1976年
- 保羅奇蹟大作戰（耳小子、老人、總督）

1977年
- 西頓動物記 熊之子傑基（柯克斯）
- 超級跑車 嘉泰格（旁白）
- 氣球少女譚普兒（吉米・法默、部下）

1978年
- 無敵鋼人 泰坦3（破嵐創造）

1979年
- 動畫紀行 馬可波羅的冒險（蒙古軍指揮官）
- 人造人009（1979年版）（旅鼠）
- 宇宙超人（島田）
- 凡爾賽玫瑰（舒瓦瑟爾＝拉・鮑姆上校）
- 魯邦三世（TV第2部）（拉斯普丁、老虎）※被標示成「仲木隆二」。

1980年
- 明日之丈2（南鄉浩二）

1982年
- 超時空要塞馬克羅斯（達格歐）
- 魔法公主明琪桃子（主持人）

1983年
- 魔法小天使（蛇頭喬）
- 美雪、美雪（笹川先生）

1987年
- 赤光彈茲里安（武官B、隊長）
- 動畫三劍客（伯斯蘭）
- 蜜餡公主（第14話：神主）
- 超能力魔美（松久庵主人）

1988年
- 美味大挑戰（中川得夫）
- 城市獵人2（第15・16話：丹迪・傑克）

1989年
- 機動警察（佐久間、主任、將校）
- 城市獵人2（第58・59話：葛瑞斯）
- 森林大帝(新)（司令官）
- 麵包超人（煙火人）
- 以柔克剛（祐天寺豪造）

1990年
- 江戶之子男孩 合點太助（齒伊田衛門博士）
- 黑色推銷員（第18話：浦島太一）
- 我的長腿叔叔（董事長）

1991年
- 太陽勇者（鬼平部長）

1992年
- 妙廚老爹（夢子的父親）
- 沙拉十勇士番茄人（白蘿蔔伍長）

1993年
- 忍者亂太郎（內木小丸）
- 勇者特急隊（蘭齊伊）

1996年
- 無家可歸的孩子蕾米（阿爾伯特）
- 怪怪怪的鬼太郎（第4部）（形部狸）
- 名偵探柯南（阿久津誠）
- 浪人劍心 -明治劍客浪漫譚-（阿爾斯坦）

1997年
- 手塚治虫的舊約聖經物語（羅得）

1998年
- 愛麗絲SOS（長老雅比）
- 螺絲俠'98（賽爾蓋王）
- 星際牛仔（吉拉夫）
- 男女蹺蹺板（老師）
- 黃金城歷險記（葛魯丘隊長）
- 危險調查員（魯伯特警官）
- 名偵探柯南（蝦夷松警官）

1999年
- 週刊故事樂園（後藤）

2000年
- 沉默的未知（防衛官僚A）
- 機巧奇傳（西博爾德）
- 忍者亂太郎（男子）
- 法布爾老師是名偵探（弗雷德里克）

2001年
- 上班族金太郎（藤井董事、赤森）
- Z.O.E Dolores，i（鐵木真）
- 偵探少年影人（一橋博士）
- PROJECT ARMS（杜威・葛拉罕）
- 名偵探柯南（警長）

2002年
- 五九戰記（Mr.J）
- 魯莽天使（花華院京一）
- 花田少年史（健太郎的父親）

2003年
- 狼雨（刑警）
- 槍墓（諾頓）
- 奇諾之旅（學者、監督官）
- 高橋留美子劇場（部長）
- 忍者亂太郎（八足阿寒造）
- 惑星奇航（白貓）

2004年
- 犬夜叉（老爺爺）
- 絢爛舞踏祭（羅倫）
- 小潛水艇的戀愛與大鯨魚的故事（藍海龜）
- 鐵人28號（2004年版本）（寺町警官）
- 忍者亂太郎（鬍鬚面）
- 名偵探柯南（岩富創）
- MONSTER（班潔明・韋斯巴赫警官）

2005年
- 槍與劍（芬德萊）
- 星艦駕駛員（王艦長）
- 棉花糖樂園（史特羅海姆）
- 名偵探柯南（八神讓二）
- 洛克人EXEStream（密碼將軍）

2006年
- 銀魂（茂吉）
- 白色戀人
- 機獸創世紀（達）
- 哆啦A夢（老人）
- 怪醫黑傑克21（外科部長）
- BLACK LAGOON（拉奇人）
- 味樂美味香（爺玉）
- 名偵探柯南（梅津修、村田啟三）

2007年
- 我們這一家（上下屋）
- 銀魂（黑田、村長）
- 蒼天之拳（馬爾羅警官）
- 惡魔獵人系列（聖誕老人）
- 驅魔少年（薩迪尼）
- 忍者亂太郎（齊藤幸隆（高丸的父親））

2008年
- 銀魂（長老）
- 哥爾哥13（史考特・艾里森）
- 火影忍者疾風傳（高僧）
- 名偵探柯南（新木張太郎、中目賴策）

2009年
- 姊弟物語（教師）
- 戰爭童話 藍眼睛女孩子的故事（船爺）
- 蒼天航路 （丁原）
- 名偵探柯南（平棟堂次、山吹紹二）
- ONE OUTS（蟹田）

2010年
- 姊弟物語（留）
- 名偵探柯南（鐵山嚴治）

2011年
- 蠟筆小新（春日部城城主）
- 戰國鬼才傳（齋藤利三、古田重定）

2012年
- 足球騎士（熊谷教練）
- 名偵探柯南（石龜謙）

2013年
- 哆啦A夢（音樂學校校長）

2014年
- 哆啦A夢（外星人首領）

2015年
- 新我們這一家（歷史老師）

### OVA
- 機動警察 （佐久間教官）
- 機動戰士GUNDAM 0083：Stardust Memory（伊凡・帕斯羅夫、德雷斯、艦長）
  - 機動戰士GUNDAM 0083：Stardust Memory5.1Ch版本（伊凡・帕斯羅夫）
- 銀河英雄傳說（克魯森斯坦）
- SUPERNATURAL: THE ANIMATION（奧蘭）
- 裝甲騎兵
  - 裝甲騎兵外傳 機甲獵兵（范斯少校、副官）
  - 裝甲騎兵 佩魯森檔案（議長）
- 搞怪拍檔（總統）
- 大YAMATO零號（參宿七司令）
- 沉默的艦隊（影山誠二）
- 魔法小天使（蛇頭喬）

### 劇場版動畫
- 蘋果核戰（七賢老厄勒克特呂翁）
- 攻殼機動隊2 INNOCENCE
- 機動戰士GUNDAM哀・戰士篇（艾爾蘭中將、奧爾特加）
- 機動警察2 the Movie（佐久間）
- 銀河英雄伝説外傳 黄金的羽翼 （海爾穆特・倫南康普）
- 城市獵人 愛與宿命的馬格納姆（奧根）
- 鐵人28號 白天的殘月（寺町警官）
- 大雄的日本誕生（塔吉卡拉）
- 不可思議的海之娜蒂亞 劇場用原創版（吉格的部下）
- MEMORIES（老師）

### 遊戲
- 機動戰士GUNDAM 吉連的野心 亞克西斯的威脅（艾爾蘭、德雷斯、軍需產業重）
- 機動戰士GUNDAM 吉連的野心 吉翁獨立戰爭記（艾爾蘭、德雷斯、MIP社重）
- 機動戰士GUNDAM 吉連的野心 吉翁的家譜（艾爾蘭、德雷斯）
- 槍墓（諾頓）
- 裝甲兵團 J-PHOENIX（齊倫柯夫・柯爾比）
- 闇影之心2（川島浪速）
- 時空幻境系列
  - 時空幻境 -FullVoiceEdition-（崔斯坦）
  - 時空幻境 變裝迷宮X（米德格爾斯王）
- 魯莽天使（花華院京一）
- 突擊！軍人 史上最小的作戰
- Final Fantasy XII（元老院）

### 外語配音
- 海底沉舟（男子2）
- 鬼屋（角色不明）
- 大力神在紐約（普雷齊（阿諾德·史坦））
- X檔案
- XYZ謀殺案（亞瑟・柯迪許（布瑞恩·詹姆斯））
- 美國警花（多里安・麥肯納警察部長）
- 山洞人（拉爾（丹尼斯·奎德））
- 炮彈飛車（梅爾・提利斯）朝日電視台・富士電視台版
- 殭屍小子系列（神父）
- 鐵證懸案6（蒙奇馬克）
- 荒野大鑣客
- 音樂之聲（管家法蘭茲）
- 雷鳥神機隊（查克・泰勒、作業員查克、救助員、司機亨德里克）
- CSI犯罪現場（柯恩法官）
- 驚爆13天（喬治・安德森二世（麥迪遜·梅森））
- 死亡遊戲（羅伯特·華爾）
- 疤面煞星（歐馬・蘇雷茲（F·墨瑞·亞伯拉罕））
- 十二怒漢（陪審員12號（羅伯特·韋伯））
- 摩登保鑣（小偷頭目（陳星））
- 戰略大作戰（華芬-SS 老虎・坦克搭乘員 （卡爾-奧圖·阿爾伯蒂））
- 就地正法（理查・S・史林克署長（愛德·羅特））
- 決死突擊隊（艾維雷特・戴雪・布瑞德上校（羅伯特·萊恩））
- 緊急搜捕令（約翰・戴維斯警官（大衛·索爾））
- 雙龍會
- 雙峰（羅倫斯・雅各比（拉斯·坦柏林））
- 戰火兄弟連（德里斯柯爾（大衛·卡拉定））
- 三角突擊隊（羅傑・康貝爾機長（波·史蒂芬生））
- 醉拳（除暇）
- 納尼亞傳奇（人羊吐納思（詹姆斯·麥艾維））
- 2001太空漫遊（奧斯古德）
- 巡弋飛彈（波特）朝日電視台/東京電視台版
- 情色總動員（警視廳長官）
- 藍色霹靂號（阿福・休維特（詹姆斯·墨塔夫））朝日電視台版
- 天才老爸俏皮娃（巴迪）
- 奇蹟（飯店的工作人員）
- 中途島（詹姆斯·柯本）
- 肥龍過江6（馬斯）
- 小子難纏 DVD版
- 原野飆龍（店主）
- 師弟出馬（布萊克）
- 獅子與我（詹姆斯）
- 突變第三型（帕默（大衛·克倫儂））
- 烈血海底城（史蒂芬・貝克（彼得·威勒））
- 殭屍先生（風水師（四目道長）（陳友））
- 龍拳（羅桑）
- 上班女郎（鮑伯・史佩克（凱文·史貝西））電視版
- 日落黃沙（T・C）
- 四海兄弟（法蘭基・曼諾迪（喬·佩西））電視版

### 外語配音（動畫）
- 丁丁歷險記（賽拉芬・藍皮昂）
- 時空冒險記（長老）
- Ben 10（伊諾克）
- 忍者龜（佐克）

### 特攝
- 猴王大戰七超人（威爾德博士的外語配音）

### CD連續劇
- 惡魔獵人系列 動畫連續劇CD（委託人）
- 你往何處去 連續劇CD 體積4〜戰場的重逢〜
- 羅德的紋章（老師塔爾金）
- 凡爾賽玫瑰－勿忘的人・奧斯卡－（德・羅尼侯爵）

### 其他
- 一個人做得到的事！（野垂田崇藏）

## 外部連結
- 81 Produce公開簡歷